# William Walther
William Walther (* 5. Februar 1906; † unbekannt) war ein deutscher Boxer.

## Werdegang
William Walther, der für den BC Sportmann aus Hamburg boxte, wurde 1928 Deutscher Meister im Weltergewicht. Zudem nahm er an den Olympischen Sommerspielen 1928 in Amsterdam teil. In seinem Erstrundenkampf unterlag er im Weltergewichtsturnier Len Hall aus Südrhodesien.